# Aladár Gerevich
Aladár Gerevich, född 16 mars 1910 i Jászberény, död 14 maj 1991 i Budapest, var en ungersk fäktare.
Gerevich blev olympisk guldmedaljör i sabel vid sommarspelen 1932 i Los Angeles.